# Marina Lima
Marina Correia Lima (Rio de Janeiro, 17 de setembro de 1955) é uma cantora e compositora brasileira.
 A cantora surgiu em meados do final dos anos 70 na música e desde então, permanece ativa na indústria fazendo shows até hoje. A artista teve seu primeiro sucesso no começo dos anos 80, com a música Charme do Mundo que estabeleceu Marina como um dos grandes nomes das rádios FM. Ano após ano a crescente de músicas da artista que tocavam por todo o Brasil se intensificou e então, com seu álbum de 1984, Marina emplacou canções como "Fullgás" (sucesso mais reverenciado da sua carreira), "Mesmo Que Seja Eu" (regravação do sucesso de Erasmo Carlos), "Me Chama" (gravação de canção de Lobão, também grandiosa na voz de Marina) e por último e não menos importante, a sensual e romântica "Veneno" que toca até hoje em rádios como Nova Brasil.
Em 1985 lançou seu álbum "Todas" e posteriormente (1986) a versão Ao vivo do álbum homônimo. Entregou hits como "Eu Te Amo Você", "Nada Por Mim" (regravação do sucesso da banda Kid Abelha, liderada por Paula Toller) e "Pra Começar", trilha sonora da novela Roda de Fogo da Rede Globo. Nessa altura do campeonato, mesmo com o rock nacional e o pop liderando, Marina conseguiu se destacar como uma das vozes mais marcantes da MPB, mesclando sua voz rouca e com identidade ao pop, soul, entre outros gêneros. Se tornou a cantora mais reproduzida nas rádios dos anos 80 em 1986, sem ter lançado ainda sucessos que marcaram o final da mesma decada.
Em 1987, Marina lançou aquele que junto do Fullgás seria um dos maiores álbuns de sua carreira: Virgem. Esse álbum marca a ida da cantora ao rock nacional puro e ao romantismo em canções leves e fortes. O álbum trás destaque em faixas como "Uma Noite e 1/2", um dos maiores sucessos da carreira de Marina Lima, que inclusive ficou entre as mais tocadas de 1987 no programa Globo de Ouro. "Virgem", canção título do álbum trás poder com versos empoderados que trazem o eu-lirico a refletir a necessidade de dependência emocional, usando o Rio de Janeiro como plano de fundo da canção, reverenciando o morro dois irmãos, o hotel Marina e a favela do Vidigal. E também trouxe a gravação de uma composição de Cazuza, "Preciso Dizer Que Te Amo", mais uma canção que estourou nas rádios e entrou entre as 100 mais tocadas de 1988.
Em 1989, Marina retorna então com o álbum "Próxima Parada", lançando o hit "A Francesa" que foi tema de destaque na novela Top Model da Globo. Já em 1991 lançou Marina Lima, album com seu nome, onde a cantora atingiu seu auge artistico. "Criança", "Não Sei Dançar", "Acontecimentos" e "O Meu Sim" são o auge desse álbum de Marina Lima, entregando grandes sucessos e relevância da cantora na década de 1990.
Último álbum de destaque em sua vida, "O Chamado" é lançado em 1993 trouxe a faixa título como sucesso estrondoso nas novelas e "Pessoa", regravação da canção de Dalto lançada em 1980. Ambas trilha sonoras de novelas e grandes marcos nesse álbum da artista. Após esse álbum, mesmo lançando novos trabalhos, Marina Lima não teve seu mesmo sucesso comercial. Ainda assim, a cantora que teve problemas com sua voz, não deixou de estar na memória do público jovem e adulto. Em 2024, fez shows em festivais como o João Rock, turnê Rota 69 e em 2025 se apresentou no festival Lollapalooza Brasil.

## Biografia e carreira
Nascida no Rio de Janeiro, filha de dois piauienses, mudou-se ainda criança (5 anos) para a capital dos Estados Unidos, Washington, onde viveria até os 12 anos, pois o pai, Ewaldo Correia Lima, era economista do Banco Interamericano de Desenvolvimento. Neste período ganhara um violão do pai, como um pretexto para sentir menos falta do país natal. Marina é irmã de Roberto, economista, e de Antônio Cícero, poeta e filósofo.
Iniciou a carreira em 1977, quando teve uma canção gravada por Gal Costa, "Meu Doce Amor". Decidiu musicar um dos poemas do irmão mais velho, Antônio Cícero e obteve reconhecimento. Estabelecida essa conexão "emocional", Marina e Cícero esqueceram antigas divergências ocasionadas pela idade e, a partir de então, trilhariam uma parceria de sucesso. Em 1978, foi apresentada como cantora em compacto que trazia as gravações de "Muito" (Caetano Veloso) e "Tão fácil" (Marina Lima e Antonio Cicero). De volta ao Rio de Janeiro, assina um contrato e lança o primeiro LP, Simples Como Fogo em 1979.

### Mulher 80
Desde a década de 1960, quando surgiram os especiais do Festival de Música Popular Brasileira (TV Record) até o final da década de 1980, a televisão brasileira foi marcada pelo sucesso dos espetáculos transmitidos apresentando os novos talentos registravam índices recordes de audiência. Marina Lima participou do especial Mulher 80 (Rede Globo), o programa exibiu uma série de entrevistas e musicais cujo tema era a mulher e a discussão do papel feminino na sociedade de então, abordando esta temática no contexto da música nacional e da inegável preponderância das vozes femininas, com Maria Bethânia, Fafá de Belém, Zezé Motta, Marina Lima , Simone, Elis Regina, Joanna, Gal Costa, Rita Lee e as participações especiais das atrizes Regina Duarte e Narjara Turetta, que protagonizaram o seriado Malu Mulher.
Em 1984, lança Fullgás, álbum que abriu portas e mercado para a música para a cantora, graças ao estouro da música-título.
Em 1986, sua música "Pra começar" vira tema de abertura da novela Roda de Fogo.

### Nordeste Já
Valendo-se do filão engajado da pós-ditadura e feminismo, cantou no coro da versão brasileira de "We Are the World", o hit americano que juntou vozes e levantou fundos para a África ou USA for Africa. O projeto Nordeste Já (1985), abraçou a causa da seca nordestina, unindo 155 vozes num compacto, de criação coletiva, com as canções "Chega de mágoa" e "Seca d´água". Elogiado pela competência das interpretações individuais, foi no entanto criticado pela incapacidade de harmonizar as vozes e o enquadramento de cada uma delas no coro.

### Depressão e retorno
No começo dos anos 1990, assina como Marina Lima, e não apenas Marina.
Após a morte do pai, no período de produção de O Chamado (1993) e o cancelamento da turnê do CD posterior a este, Abrigo, de 1995, provocado por este e outros problemas pessoais, Marina entra em depressão por causa da morte do pai e da separação da mulher que ela amava. Na época alegava que o empecilho eram problemas nas cordas vocais. Mesmo neste estado, lança em 1996 o CD Registros à Meia Voz, com versões próprias para letras de Paulinho da Viola, Zélia Duncan, Christiaan Oyens, Roberto Carlos e Erasmo Carlos.  Mais tarde Marina afirmou que problema na voz foi devido a erro médico.Em novembro de 1999, Marina fez um ensaio para a revista Playboy, quando recebeu R$ 2,5 milhões para posar. Sondada há anos pela revista, aceitou por sugestão de seu psiquiatra para superar a depressão.
Em 2000, retorna aos palcos com Síssi na Sua, um espetáculo com influência teatral. O ano de 2001 fez com que o trabalho de Marina Lima tivesse mais ainda em evidência pelo fato de o álbum com a canção "Setembro", que serviu de nome para o disco, ter além do rock, uma pegada eletrônica. Neste ano "No Escuro" era trilha sonora da novela O Clone; "Notícias", da novela Esperança.
Em 2003, gravou um Acústico MTV, onde apesar de ainda deficiente, é nítida a melhora na voz em "A Não Ser Você", "Ainda é Cedo" (música de Renato Russo) ou até mesmo em "Sugar"- canção gravada primeiramente em estúdio e que fez parte da novela Agora É que São Elas, da TV Globo.
Em outubro de 2005, Marina estreia o novo show Primórdios com duas temporadas, por duas semanas em São Paulo, seguida de outra temporada em janeiro.
Em agosto de 2006, lança o CD Lá Nos Primórdios, com a voz mais firme e forte. Anuncia que está fazendo aula de canto e fono, para reaprender a usar a voz. Em novembro de 2006 registrou o show "Primórdios" em DVD com show fechado no Auditório do Ibirapuera. O DVD ainda se mantém inédito, sem data para edição. Em 2007, Marina se lança na estrada com "Anna Bella", a releitura de "Cara", "Meus Irmãos" num novo show, o Topo Todas Tour. O show é um apanhado de seus maiores sucessos com as canções inéditas de seu último disco, o Lá Nos Primórdios. O show foi encerrado na metade de 2008 e deu lugar para que Marina concebesse o "Marina Lima e Trio em Concerto". Em 2009, Marina planejava lançar o registro em DVD do show "Primórdios" e o CD de inéditas que veio preparando desde o início deste ano, contando com a produção de Edu Martins, que ficou para 2011.
Em 2010, Marina planejava lançar seu primeiro livro, o qual se chamaria "Marina Lima Entre as Coisas", mas problemas com gráfica e editora impossibilitaram a cantora de lançar.
Em 2011, após a morte da mãe, Marina vendeu sua cobertura na Lagoa Rodrigo de Freitas e se mudou para São Paulo, no bairro de Higienópolis, e lá compôs todas as novas canções do seu próximo álbum, Clímax, lançado em meados do mesmo ano. O disco foi aclamado pela crítica e rendeu os hits "Não Me Venha Mais com o Amor" e "Pra Sempre" (composta e gravada com Samuel Rosa). Além de entrar na estrada com a turnê do disco Clímax, com a música "Pra Sempre", Marina conseguiu uma indicação ao VMB 2011 na categoria "Melhor Música".
Em 2013, lançou o seu livro de memórias e percepções, intitulado "Maneira de Ser".
No final de 2015, lançou o disco No Osso, registro ao vivo da turnê de voz e violão que vem fazendo desde o fim de 2014. O álbum possuiu releituras de clássicos como "Virgem", duas canções inéditas - "Da Gávea" e "Partiu" - e duas faixas bônus gravadas em estúdio: um cover de "Can't Help Falling In Love", sucesso do cantor norte-americano Elvis Presley e uma versão da inédita "Partiu" gravada com a banda Strobo.
Em 23 de fevereiro de 2018, lançou o single "Só os coxinhas", um funk carioca zombando dos conservadores apelidados "coxinhas".
Em abril de 2021, lança o EP Motim, mixado e masterizado por Carlos Trilha, que tem a participação de Mano Brown em uma das músicas.

## Discografia
| - Simples como Fogo (1979) - Olhos Felizes (1980) - Certos Acordes (1981) - Desta Vida, Desta Arte (1982) - Fullgás (1984) - Todas (1985) - Virgem (1987) - Próxima Parada (1989) - Marina Lima (1991) | - O Chamado (1993) - Abrigo (1995) - Registros à Meia-Voz (1996) - Pierrot do Brasil (1998) - Setembro (2001) - Lá nos Primórdios (2006) - Clímax (2011) - Novas Famílias (2018) |

## Documentário "Uma Garota Chamada Marina"
Em outubro de 2019, o cineasta Candé Salles estreou o documentário "Uma Garota Chamada Marina", longa-metragem gravado ao longo de dez anos (de 2009 até meados de 2019). O filme faz um recorte do processo de criação do álbum Climax (2011), o processo de mudança para a cidade de São Paulo e lembranças aleatórias de toda a carreira. O documentário passou pelo Festival Mix Brasil de Cultura da Diversidade e teve algumas exibições especiais no Rio de Janeiro. Atualmente o documentário está em negociação para ser exibido em um canal pago, mas ainda não revelado quando e qual veículo de televisão.

## Apresentadora
- 2004 - Saia Justa … Apresentadora
- 2012 - Saturday Night Live (episódio 1)